# Iris Martorell
 Iris Martorell, cuyo verdadero nombre era Iris Lattanzio, fue una actriz de cine de Argentina que trabajó en varias películas en la década de 1940. Fue la tía de la también actriz María del Río.

## Carrera
Iris Martorell fue una primera actriz cómica que tuvo su apogeo en la escena nacional argentina a mediados de la década del '40. En teatro integró la compañía de Blanca Podestá y en 1926 la de Marcelo Ruggero.

## Filmografía
Actriz
- El extraño caso de la mujer asesinada (1949)
- Historia de una mala mujer (1947)
- Adán y la serpiente (1946)
- Un modelo de París (1946)
- Las seis suegras de Barba Azul (1945)
- Cinco besos (1945)
- Apasionadamente (1944)
- Locos de vesano (1942)
- Eclipse de sol (1942)
- Los chicos crecen (1942)
- Hay que casar a Ernesto  (1941)
- Peluquería de señoras  (1941)
- El más infeliz del pueblo  (1941)
- El susto que Pérez se llevó  (1940)
- Confesión  (1940)…Sra. Bevilacqua

## Teatro
- 1926: La encrucijada.